# 1723
Cette page concerne l'année 1723  du calendrier grégorien.
L'année 1723 est une année commune qui commence un vendredi.

## Événements
- 1er - 25 février, Inde : Bajirao Ier, peshwâ des Marathes, envahit le Mâlwa[1].
- 26 juillet : les troupes russes s'emparent de Bakou[2].
- 12 septembre (1er septembre du calendrier julien) : traité de Saint-Pétersbourg ; la Perse cède à la Russie la côte ouest (Daghestan) et Sud de la Caspienne, de Derbent à Astérabad[3] (fin en 1732). La Turquie proteste.
- Décembre : promulgation à Versailles des Lettres patentes en forme d'édit, concernant les esclaves "nègres" des Iles de France et Bourbon.
- 26 décembre, Fort James : début de l’expédition du capitaine Barthélemy Stibbs sur la Gambie ; il atteint les cataractes de Barraconda le 3 février 1724[4]. Le voyage est organisé par la compagnie royale britannique d’Afrique, qui, à l’instigation du duc de Chandos, veut exploiter les mines d’or de Gambie.

- La capitale du royaume Akan Bono Manso est prise par la confédération ashanti. Les Bono se replient à Takyiman qui devient leur nouvelle capitale[5].

- Établissement français à Yanaon[6].

### Europe
- 17 janvier : approbation des Constitutions d'Anderson, considérées comme un des textes fondateurs de la Franc-maçonnerie moderne, (rédigés collectivement entre 1721 et 1723)[7]. Elles affichent la tolérance religieuse. Début du schisme entre les « Antients », favorables aux Anciennes Constitutions, et des « Moderns » (1721-1813).
- 22 février : Louis XV de France est déclaré majeur[8]. Fin de la Régence.

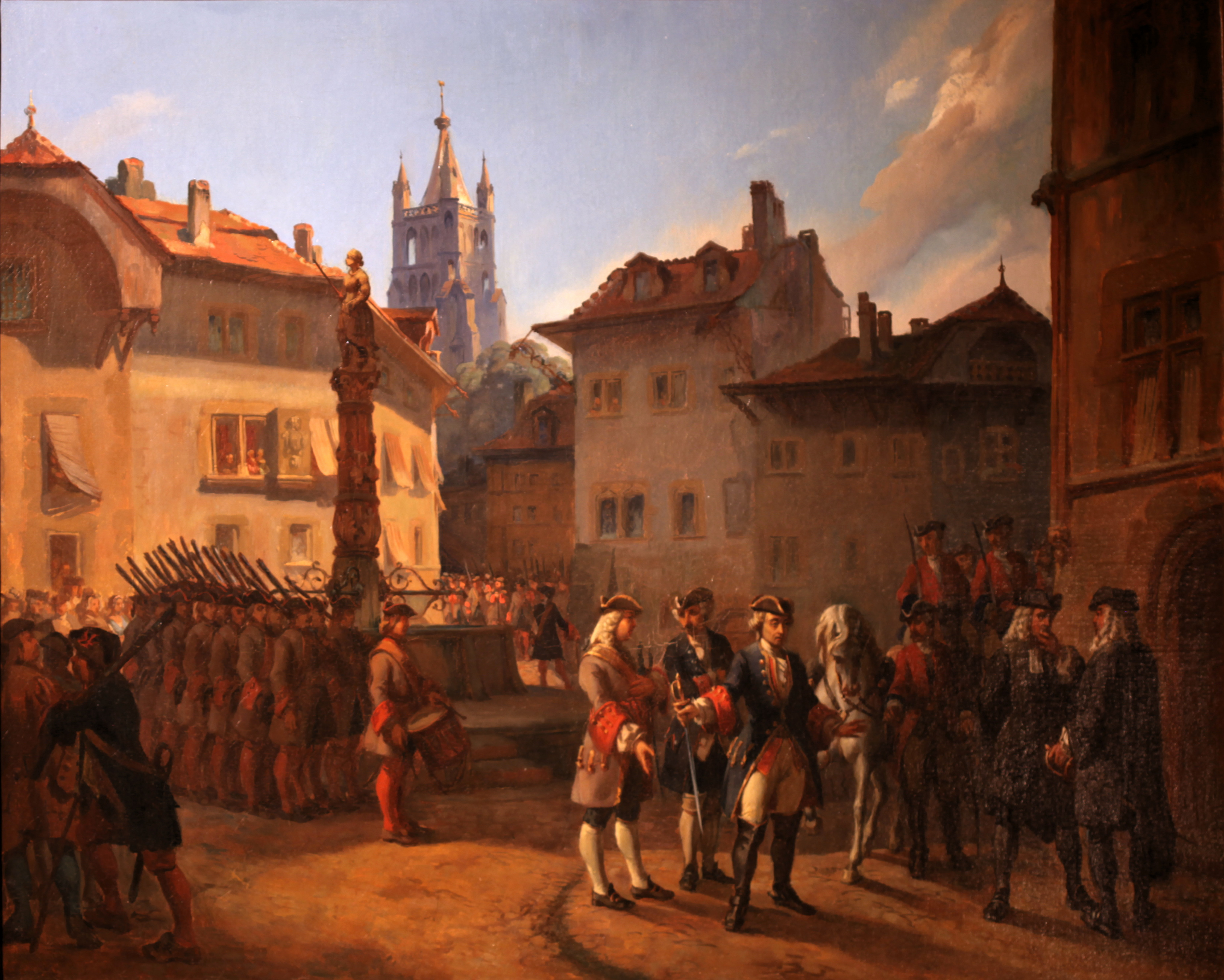
Arrestation d’Abraham Davel.

- 31 mars - 1er avril, Lausanne : échec du soulèvement d’Abraham Davel contre Berne. Il est condamné et décapité le 24 avril[9].
- 7 avril : les Pays-Bas autrichiens reçoivent la Pragmatique Sanction[10].

- 24 juin : le roi de Sardaigne publie les Regie costituzioni (Lois et Constitutions du royaume) qui unifient législativement les différentes parties de son royaume (réédités et augmentées en 1729 et 1770)[11].
- À la suite de la mort prématurée de son frère aîné, le prince François-Etienne de Lorraine devient héritier des duchés de Lorraine et de Bar. Il est envoyé parfaire son éducation à Vienne.
- 22 août (11 août du calendrier julien) : les reliques d’Alexandre Nevski sont transportés de Vladimir à Saint-Pétersbourg où elles arrivent le 10 septembre 1724 (30 août du calendrier julien). Il devient un des héros de la Russie impériale[12].

- 5 septembre : Charles de Habsbourg est couronné roi de Bohême[13].

- Automne : le médecin portugais Simam Felix da Cunha décrit une épidémie à Lisbonne qui semble être la fièvre jaune, dont ce serait la première apparition en Europe[14].

- 17 octobre : échec des tentatives de Frédéric Ier de Suède pour exercer le pouvoir absolu. Une nouvelle constitution donne le pouvoir au Riksdag (temps de la Liberté ou constitutionnalisme aristocratique)[15]. De 1723 à 1727, le parti holsteinois, animé par Charles-Frédéric de Holstein-Gottorp œuvre pour un rapprochement avec la Russie.
- 31 octobre : Jean Gaston de Médicis devient grand-duc de Toscane (fin le 9 juillet 1737)[16].
- 14 décembre (3 décembre du calendrier julien) : règlement des manufactures en Russie[17]. Fin du monopole des manufactures créées par l’État, qui s’efforce de les affermer à des particuliers en leur offrant des conditions avantageuses.

- Colonisation du Banat. Le gouvernement du maréchal de Mercy établit entre 1723 et 1726 de dix à vingt mille colons allemands, dits Souabes, venus d’Allemagne du Sud et embarqués à Ulm pour descendre le Danube (premier Schwabenzug (de)). Ils reçoivent une terre exempte d’impôts pendant trois ans et introduisent la culture du riz et de la soie. Cette première colonisation sera ruinée par la guerre de 1737-1739 contre les Ottomans[18].

## Naissances en 1723
- 5 janvier : Nicole-Reine Lepaute, astronome et mathématicienne française († 6 décembre 1788).

- 11 février : Jean-Louis Alléon-Dulac, naturaliste français († 1788)[19].

- 15 février : John Witherspoon, pasteur presbytérien américain, un des signataires de la Déclaration d'indépendance des États-Unis d'Amérique († 15 novembre 1794).

- 31 mars : Frédéric V, roi de Danemark et de Norvège († 13 janvier 1766).

- 5 avril : Giorgio Anselmi, peintre italien  († 1797).
- 30 avril : Mathurin Jacques Brisson, zoologiste et physicien français († 23 juin 1806).

- 5 mai : Pio Panfili, graveur, décorateur et peintre italien († 17 juin 1812).
- 9 mai : Pehr Osbeck, naturaliste suédois († 23 décembre 1805).

- 5 juin : Adam Smith, économiste et philosophe britannique († 17 juillet 1790).
- 13 juin : Giovanni Antonio Scopoli, entomologiste italien d'origine autrichienne († 8 mai 1788).
- 11 juillet: Caroline-Louise de Hesse-Darmstadt, margrave de Bade, artiste, femme collectionneur et botaniste († 8 avril 1783)

- 11 juillet : Jean-François Marmontel, encyclopédiste, historien, conteur, romancier, grammairien, poète, dramaturge et philosophe français († 31 décembre 1799).
- 16 juillet : Sir Joshua Reynolds, peintre britannique († 23 février 1792).

- 17 septembre : Pierre-Antoine Demachy, peintre français († 10 septembre 1807).

- 17 octobre : Pierre Antoine Baudouin, peintre et dessinateur français († 15 décembre 1769).
- 9 novembre : Anne-Amélie de Prusse, compositrice allemande († 30 mars 1787).

- 14 novembre : Johann Ludwig Aberli, peintre et graveur suisse († 17 octobre 1786).

- 22 décembre : Karl Friedrich Abel, compositeur allemand († 20 juin 1787).

- Date précise inconnue : Marcus Elieser Bloch, médecin et naturaliste allemand († 6 août 1799).

## Décès en 1723
- 25 février : Sir Christopher Wren, architecte anglais puis britannique (° 20 octobre 1632).

- 5 avril :
  - Johann Bernhard Fischer von Erlach, architecte autrichien baroque (° 20 juillet 1656).
  - Andrea Porta, peintre italien de la période baroque (° 1656).
- 24 avril : Abraham Davel, soldat et patriote vaudois est exécuté par les bernois, occupants du Pays de Vaud (° 20 octobre 1670).

- 11 mai : Jean Galbert de Campistron, auteur dramatique français (° 3 août 1656).

- 4 juin : Léopold-Clément de Lorraine, héritier des duchés de Lorraine et de Bar (*25 avril 1707)

- 10 août : Guillaume Dubois, cardinal et homme politique français (° 6 septembre 1656).
- 21 août[20] : Dimitrie Cantemir, prince moldave, passé au service de la Russie et auteur d’une « Description de la Moscovie ». Ami et conseiller de Pierre le Grand, il l’aida dans sa lutte contre les Turcs (° 26 septembre 1673).
- 27 août : Antoni van Leeuwenhoek, naturaliste hollandais (Delft, inventeur du microscope qui découvrit les protozoaires, les bactéries et les spermatozoïdes (° 24 octobre 1632).

- 7 septembre : Giacinto Garofalini, peintre baroque italien (° 1661).
- 23 septembre : William Babell, musicien et compositeur anglais puis britannique (° 1689 ou 1690).

- 10 octobre : William Cowper, homme politique anglais puis britannique (° 24 juin 1665).
- 19 octobre : Godfrey Kneller, peintre anglais puis britannique (° 8 août 1646).

- 2 décembre : Philippe d’Orléans, Régent de France. Début du gouvernement personnel de Louis XV (° 2 août 1674)

- Date précise inconnue :
  - Luigi della Fabbra, médecin italien (° 1655).
  - Angelo Massarotti, peintre italien du baroque tardif (rococo) (° 1653).
  - Willem Frederik van Royen, peintre néerlandais (° 1645).
  - Thomas d'Urfey, poète et musicien anglais puis britannique (° 1653).